# Gameboy Color
Gameboy Color è un singolo del rapper italiano Dani Faiv, pubblicato il 9 ottobre 2017 come primo estratto dal secondo album in studio Fruit Joint.

## Tracce
1. Gameboy Color – 2:25